# Evolução do Colégio dos Cardeais sob o pontificado de Pio X
Este artigo apresenta a evolução dentro do Sacro Colégio ou Colégio dos Cardeais durante o pontificado do Papa Pio X, desde a abertura do conclave que o elegeu, em 4 de agosto de 1903 até a sua morte, em 20 de agosto de 1914.

## Evolução
Após a eleição do cardeal Giuseppe Sarto, o colégio de cardeais consistia de 63 cardeais. Pio X criou cinquenta cardeais em sete consistórios. Durante seu pontificado, 48 cardeais morreram.
| Data                                     | Evento                                             | Total |
| ---------------------------------------- | -------------------------------------------------- | ----- |
| 4 agosto 1903                            | Eleição do cardeal Giuseppe Sarto (Pio X)          | 63    |
| de 9 de novembro de 1903 a 31 julho 1914 | Cardeais criados                                   | +50   |
| de 9 de novembro de 1903 a 31 julho 1914 | Cardeais mortos                                    | -48   |
| 20 de agosto de 1914                     | Morte do Papa Pio X                                | 65    |
| 3 de setembro de 1914                    | Eleição do cardeal Giacomo della Chiesa (Bento XV) | 64    |

## Composição por país de origem
Entre o conclave de 1903  e o conclave de 1914, a composição do colégio por país de origem dos cardeais mudou ligeiramente: os italianos diminuíram de 60% para 50% dos membros enquanto crescia, embora apenas a presença de cardeais americanos.
| País           | 1903 | 1914 |
| -------------- | ---- | ---- |
| Brasil         |      | 1    |
| Canadá         |      | 1    |
| Estados Unidos | 1    | 3    |
| Total America  | 1    | 5    |
| Áustria        | 5    | 6    |
| Bélgica        | 1    | 1    |
| França         | 7    | 7    |
| Alemanha       | 3    | 2    |
| Países Baixos  |      | 1    |
| Itália         | 39   | 33   |
| Portugal       | 1    | 2    |
| Reino Unido    | 2    | 3    |
| Espanha        | 5    | 5    |
| Total Europa   | 63   | 60   |
| Totale         | 64   | 65   |

## Composição por consistório
Como resultado da duração diferente dos pontificados de Leão XIII e Pio X, nos conclaves após sua morte, os cardeais criados pelo pontífice anterior eram apenas um em 1903, mas quase um terço (21 de 65) em 1914.
| Consistórios              | 1903 | 1914 |
| ------------------------- | ---- | ---- |
| Dezembro 1873             | 1    |      |
| Consistórios de Pio IX    | 1    |      |
| Março 1884                | 1    | 1    |
| Novembro 1884             | 1    |      |
| Julho 1885                | 2    |      |
| Junho 1886                | 2    | 1    |
| Março 1887                | 2    | 1    |
| Fevereiro 1889            | 1    |      |
| Maio 1889                 | 2    |      |
| Dezembro 1889             | 1    | 1    |
| Junho 1891                | 1    |      |
| Janeiro 1893              | 7    | 3    |
| Junho 1893                | 2    |      |
| Maio 1894                 | 4    | 1    |
| Novembro 1895             | 4    | 1    |
| Junho 1896                | 3    | 2    |
| Novembro 1896             | 2    | 1    |
| Abril 1897                | 3    | 1    |
| Junho 1899                | 10   | 4    |
| Abril 1901                | 8    | 4    |
| Junho 1903                | 7    |      |
| Consistórios de Leão XIII | 63   | 21   |
| Novembro 1903             |      | 1    |
| Dezembro 1905             |      | 2    |
| Abril 1907                |      | 6    |
| Dezembro 1907             |      | 4    |
| Novembro 1911             |      | 17   |
| Dezembro 1912             |      | 1    |
| Maio 1914                 |      | 13   |
| Consistórios de Pio X     |      | 44   |
| Totale                    | 64   | 65   |

## Evolução durante o pontificado
| Data                    | Evento                                                                  | País                 | Cardeais |
| ----------------------- | ----------------------------------------------------------------------- | -------------------- | -------- |
| 31 de julho de 1903     | Cardeais na época do Conclave de 1903                                   | Vaticano             | 64       |
| 4 de agosto de 1903     | Eleição papal do cardeal Giuseppe Melchiorre Sarto como Papa Pio X      | Vaticano             | 63       |
| 9 de novembro de 1903   | criação de 2 Cardeal:                                                   | Vaticano             | 65       |
| 9 de novembro de 1903   | Rafael Merry del Val                                                    | Espanha              | 65       |
| 9 de novembro de 1903   | Giuseppe Callegari                                                      | Itália               | 65       |
| 9 de dezembro de 1903   | Morte do cardeal Sebastián Herrero Espinosa de los Monteros (81 anos)   | Espanha              | 64       |
| 14 de abril de 1904     | Morte do cardeal Michelangelo Celesia, O.S.B. (90 anos)                 | Itália               | 63       |
| 14 de novembro de 1904  | Morte do cardeal Mario Mocenni (81 anos)                                | Itália               | 62       |
| 1 de janeiro de 1905    | Morte do cardeal Benoit-Marie Langénieux (80 anos)                      | França               | 61       |
| 28 de abril de 1905     | Morte do cardeal Andrea Aiuti (55 anos)                                 | Itália               | 60       |
| 7 de setembro de 1905   | Morte do cardeal Raffaele Pierotti, O.P. (69 anos)                      | Itália               | 59       |
| 11 de dezembro de 1905  | criação de 4 Cardeal:                                                   | Vaticano             | 63       |
| 11 de dezembro de 1905  | József Samassa                                                          | Hungria              | 63       |
| 11 de dezembro de 1905  | Marcelo Spínola                                                         | Espanha              | 63       |
| 11 de dezembro de 1905  | Joaquim Arcoverde de Albuquerque Cavalcanti                             | Brasil               | 63       |
| 11 de dezembro de 1905  | Ottavio Cagiano de Azevedo                                              | Itália               | 63       |
| 20 de janeiro de 1906   | Morte do cardeal Marcelo Spínola (71 anos)                              | Espanha              | 62       |
| 25 de janeiro de 1906   | Morte do cardeal Pierre-Lambert Goossens (78 anos)                      | Bélgica              | 61       |
| 10 de fevereiro de 1906 | Morte do cardeal Adolphe Perraud, C.O. (78 anos)                        | França               | 60       |
| 15 de fevereiro de 1906 | Morte do cardeal Achille Manara (78 anos)                               | Itália               | 59       |
| 14 de abril de 1906     | Morte do cardeal Giuseppe Callegari (64 anos)                           | Itália               | 58       |
| 21 de abril de 1906     | Morte do cardeal Guillaume-Marie-Joseph Labouré (64 anos)               | Itália               | 57       |
| 29 de dezembro de 1906  | Morte do cardeal Felice Cavagnis (65 anos)                              | Itália               | 55       |
| 29 de dezembro de 1906  | Morte do cardeal Luigi Tripepi (70 anos)                                | Itália               | 55       |
| 29 de março de 1907     | Morte do cardeal Luigi Macchi (75 anos)                                 | Itália               | 54       |
| 15 de abril de 1907     | criação de 7 Cardeal:                                                   | Vaticano             | 61       |
| 15 de abril de 1907     | Aristide Cavallari                                                      | Itália               | 61       |
| 15 de abril de 1907     | Gregório Maria Aguirre y Garcia, O.F.M.                                 | Espanha              | 61       |
| 15 de abril de 1907     | Aristide Rinaldini                                                      | Itália               | 61       |
| 15 de abril de 1907     | Benedetto Lorenzelli                                                    | Itália               | 61       |
| 15 de abril de 1907     | Pietro Maffi                                                            | Itália               | 61       |
| 15 de abril de 1907     | Alessandro Lualdi                                                       | Itália               | 61       |
| 15 de abril de 1907     | Désiré-Joseph Mercier                                                   | Bélgica              | 61       |
| 10 de agosto de 1907    | Morte do cardeal Domenico Svampa (56 anos)                              | Itália               | 60       |
| 24 de agosto de 1907    | Morte do cardeal Emidio Taliani (69 anos)                               | Itália               | 59       |
| 15 de outubro de 1907   | Morte do cardeal Andreas Steinhuber, S.J. (81 anos)                     | Alemanha             | 58       |
| 16 de dezembro de 1907  | criação de 4 Cardeal:                                                   | Vaticano             | 62       |
| 16 de dezembro de 1907  | Pietro Gasparri                                                         | Itália               | 62       |
| 16 de dezembro de 1907  | Louis Luçon                                                             | França               | 62       |
| 16 de dezembro de 1907  | Pierre Andrieu                                                          | França               | 62       |
| 16 de dezembro de 1907  | Gaetano de Lai                                                          | Itália               | 62       |
| 28 de janeiro de 1908   | Morte do cardeal François-Marie-Benjamin Richard de la Vergne (88 anos) | França               | 61       |
| 17 de março de 1908     | Morte do cardeal Giovanni Battista Casali del Drago (70 anos)           | Itália               | 60       |
| 25 de abril de 1908     | Morte do cardeal Gennaro Portanova (62 anos)                            | Itália               | 59       |
| 22 de julho de 1908     | Morte do cardeal Carlo Nocella (81 anos)                                | Itália               | 58       |
| 26 de outubro de 1908   | Morte do cardeal François-Désiré Mathieu (69 anos)                      | Itália               | 57       |
| 27 de outubro de 1908   | Morte do cardeal Salvador Casañas y Pagés (74 anos)                     | Espanha              | 56       |
| 19 de dezembro de 1908  | Morte do cardeal Victor-Lucien-Sulpice Lécot (77 anos)                  | França               | 55       |
| 3 de fevereiro de 1909  | Morte do cardeal Serafino Cretoni (75 anos)                             | Itália               | 54       |
| 26 de fevereiro de 1909 | Morte do cardeal Ciriaco María Sancha y Hervás (75 anos)                | Espanha              | 53       |
| 8 de janeiro de 1910    | Morte do cardeal Francesco Satolli (70 anos)                            | Itália               | 52       |
| 24 de novembro de 1910  | Morte do cardeal Alessandro Sanminiatelli Zabarella (70 anos)           | Itália               | 51       |
| 4 de janeiro de 1911    | Morte do cardeal Francesco Segna (74 anos)                              | Itália               | 50       |
| 17 de abril de 1911     | Morte do cardeal Beniamino Cavicchioni (74 anos)                        | Itália               | 49       |
| 5 de agosto de 1911     | Morte do cardeal Anton Josef Gruscha (90 anos)                          | Áustria              | 48       |
| 16 de agosto de 1911    | Morte do cardeal Patrick Francis Moran (80 anos)                        | Austrália            | 47       |
| 8 de setembro de 1911   | Morte do cardeal Jan Maurycy Pawel Puzyna de Kosielsko (68 anos)        | Polónia              | 46       |
| 27 de novembro de 1911  | criação de 18 Cardeal + 1 In Pectore:                                   | Vaticano             | 64       |
| 27 de novembro de 1911  | José María Cos y Macho                                                  | Espanha              | 64       |
| 27 de novembro de 1911  | Diomede Falconio, O.F.M.                                                | Itália               | 64       |
| 27 de novembro de 1911  | Antonio Vico                                                            | Itália               | 64       |
| 27 de novembro de 1911  | Gennaro Granito Pignatelli di Belmonte                                  | Itália               | 64       |
| 27 de novembro de 1911  | John Murphy Farley                                                      | República da Irlanda | 64       |
| 27 de novembro de 1911  | Francis Bourne                                                          | Inglaterra           | 64       |
| 27 de novembro de 1911  | Franziskus von Sales Bauer                                              | República Checa      | 64       |
| 27 de novembro de 1911  | Léon-Adolphe Amette                                                     | França               | 64       |
| 27 de novembro de 1911  | William Henry O'Connell                                                 | Estados Unidos       | 64       |
| 27 de novembro de 1911  | Enrique Almaraz y Santos                                                | Espanha              | 64       |
| 27 de novembro de 1911  | François-Virgile Dubillard                                              | França               | 64       |
| 27 de novembro de 1911  | Franz Xaver Nagl                                                        | Áustria              | 64       |
| 27 de novembro de 1911  | François de Rovérié de Cabrières                                        | França               | 64       |
| 27 de novembro de 1911  | Gaetano Bisleti                                                         | Itália               | 64       |
| 27 de novembro de 1911  | Giovanni Lugari                                                         | Itália               | 64       |
| 27 de novembro de 1911  | Basilio Pompilj                                                         | Itália               | 64       |
| 27 de novembro de 1911  | Louis Billot, S.J.                                                      | França               | 64       |
| 27 de novembro de 1911  | Willem Marinus van Rossum, C.Ss.R.                                      | Países Baixos        | 64       |
| 30 de julho de 1912     | Morte do cardeal Anton Hubert Fischer (72 anos)                         | Alemanha             | 63       |
| 20 de agosto de 1912    | Morte do cardeal József Samassa (83 anos)                               | Hungria              | 62       |
| 12 de setembro de 1912  | Morte do cardeal Pierre-Hector Coullié (83 anos)                        |                      | 61       |
| 14 de novembro de 1912  | Morte do cardeal Alfonso Capecelatro di Castelpagano, C.O. (88 anos)    |                      | 60       |
| 2 de dezembro de 1912   | criação de 1 Cardeal                                                    | Vaticano             | 61       |
| 2 de dezembro de 1912   | Károly Hornig                                                           | Hungria              | 61       |
| 4 de fevereiro de 1913  | Morte do cardeal Franz Xaver Nagl (57 anos)                             | Áustria              | 60       |
| 22 de março de 1913     | Morte do cardeal Pietro Respighi (69 anos)                              | Itália               | 59       |
| 7 de setembro de 1913   | Morte do cardeal José Calassanç Vives y Tuto, O.F.M.Cap. (59 anos)      | Espanha              | 58       |
| 10 de outubro de 1913   | Morte do cardeal Gregório Maria Aguirre y Garcia, O.F.M. (78 anos)      | Espanha              | 57       |
| 7 de dezembro de 1913   | Morte do cardeal Luigi Oreglia di Santo Stefano (85 anos)               | Itália               | 56       |
| 16 de dezembro de 1913  | Morte do cardeal Mariano Rampolla del Tindaro (70 anos)                 | Itália               | 55       |
| 31 de janeiro de 1914   | Morte do cardeal Casimiro Gennari (74 anos)                             | Itália               | 54       |
| 27 de fevereiro de 1914 | Morte do cardeal Johannes Katschthaler (81 anos)                        | Áustria              | 53       |
| 4 de março de 1914      | Morte do cardeal Georg von Kopp (76 anos)                               | Polónia              | 52       |
| 25 de maio de 1914      | criação de 13 Cardeal + 1 Revelação In Pectore:                         | Vaticano             | 66       |
| 25 de maio de 1914      | António Mendes Bello                                                    | Portugal             | 66       |
| 25 de maio de 1914      | Victoriano Guisasola y Menéndez                                         | Espanha              | 66       |
| 25 de maio de 1914      | Louis-Nazaire Bégin                                                     | Canadá               | 66       |
| 25 de maio de 1914      | Domenico Serafini, O.S.B.                                               | Itália               | 66       |
| 25 de maio de 1914      | Giacomo della Chiesa (futuro Papa Bento XV)                             | Itália               | 66       |
| 25 de maio de 1914      | János Csernoch                                                          | Hungria              | 66       |
| 25 de maio de 1914      | Franziskus von Bettinger                                                | Alemanha             | 66       |
| 25 de maio de 1914      | Hector Sévin                                                            | França               | 66       |
| 25 de maio de 1914      | Felix von Hartmann                                                      | Alemanha             | 66       |
| 25 de maio de 1914      | Friedrich Gustav Piffl, C.R.S.A.                                        | Áustria              | 66       |
| 25 de maio de 1914      | Scipione Tecchi                                                         | Itália               | 66       |
| 25 de maio de 1914      | Filippo Giustini                                                        | Itália               | 66       |
| 25 de maio de 1914      | Michele Lega                                                            | Itália               | 66       |
| 25 de maio de 1914      | Francis Aidan Gasquet, O.S.B.                                           | Inglaterra           | 66       |
| 31 de julho de 1914     | Morte do cardeal Giovanni Lugari (68 anos)                              | Itália               | 65       |
| 20 de agosto de 1914    | Morte do Papa Pio X (79 anos)                                           | Vaticano             | 65       |